# Abdelaziz Merzougui
Abdelaziz Merzougui (en arabe : عبد العزيز مرزوقي), né le 30 août 1991 à Guelmim, est un athlète espagnol, spécialiste du 3 000 m steeple.
Il était Marocain jusqu'au 31 décembre 2009.
Il remporte deux médailles, une d'argent, une d'or après disqualification du premier arrivé, lors des Championnats d'Europe espoirs, en 2011 et en 2013.
Il a terminé 4e lors des Championnats du monde junior 2010 et finaliste, 4e, des Championnats d'Europe 2012 à Helsinki.
Son club est le Medilast Sport. Son meilleur temps est de 8 min 18 s 03 obtenu lors du meeting ibéro-américain à Huelva le 7 juin 2012.